# دومینک
دومینک (به لهستانی:  Dominek) یک روستا در لهستان است که در گمینا اوستکا واقع شده‌است. دومینک ۱۲۰ نفر جمعیت دارد.